# Danh sách đơn vị hành chính Trung Hoa Dân Quốc
Dưới đây là danh sách 22 đơn vị hành chính quan trọng nhất của Trung Hoa Dân Quốc (còn gọi là Đài Loan), bao gồm sáu thành phố trực thuộc trung ương, ba thành phố trực thuộc tỉnh và 13 huyện. Số liệu tính đến tháng 12 năm 2014 do Bộ Nội chính cung cấp.
| Tên              | Tên    | Tiếng Quan Thoại (Bính âm) | Tiếng Đài Loan (Pe̍h-ōe-jī) | Tiếng Khách Gia (Pha̍k-fa-sṳ) | Loại                            | Hiệu kỳ                       | Diện tích (km²) | Dân số (tháng 12 năm 2014) | Mật độ dân số | Trung tâm thành phố/ Huyện lỵ | Trung tâm thành phố/ Huyện lỵ |
| ---------------- | ------ | -------------------------- | -------------------------- | ---------------------------- | ------------------------------- | ----------------------------- | --------------- | -------------------------- | ------------- | ----------------------------- | ----------------------------- |
| Bành Hồ          | 澎湖縣 | Pénghú xiàn                | Phêⁿ-ô͘ koān                | Phàng-fù yen                 | Huyện                           |                               | 126,8641        | 101.758                    | 802,10        | Thành phố Mã Công             | 馬公市                        |
| Bình Đông        | 屏東縣 | Píngdōng xiàn              | Pîn-tong koān              | Phìn-tûng yen                | Huyện                           |                               | 2.775,6003      | 847.917                    | 305,49        | Thành phố Bình Đông           | 屏東市                        |
| Cao Hùng         | 高雄市 | Gāoxióng shì               | Ko-hiông chhī              | Kô-hiùng sṳ                  | Thành phố trực thuộc trung ương |                               | 2.946,2671      | 2.778.992                  | 942,79        | Quận Linh Nhã Quận Phượng Sơn | 苓雅區 鳳山區                 |
| Chương Hóa       | 彰化縣 | Zhānghuà xiàn              | Chiong-hoà koān            | Chông-fa yen                 | Huyện                           |                               | 1.074,3960      | 1.291.474                  | 1.202,05      | Thành phố Chương Hóa          | 彰化市                        |
| Cơ Long          | 基隆市 | Jīlóng shì                 | Ke-lâng chhī               | Kî-lùng sṳ                   | Thành phố trực thuộc tỉnh       |                               | 132,7589        | 373.077                    | 2.810,18      | Quận Trung Chính              | 中正區                        |
| Đài Bắc (Thủ đô) | 臺北市 | Táiběi shì                 | Tâi-pak chhī               | Thòi-pet sṳ                  | Thành phố trực thuộc trung ương |                               | 271,7997        | 2.702.315                  | 9.942,30      | Quận Tín Nghĩa                | 信義區                        |
| Đài Đông         | 臺東縣 | Táidōng xiàn               | Tâi-tang koān              | Thòi-tûng yen                | Huyện                           |                               | 3.515,2526      | 224.470                    | 63,86         | Thành phố Đài Đông            | 臺東市                        |
| Đài Nam          | 臺南市 | Táinán shì                 | Tâi-lâm chhī               | Thòi-nằm sṳ                  | Thành phố trực thuộc trung ương |                               | 2.191,6531      | 1.884.284                  | 859,75        | Quận An Bình Quận Tân Doanh   | 安平區 新營區                 |
| Đài Trung        | 臺中市 | Táizhōng shì               | Tâi-tiong chhī             | Thòi-chûng sṳ                | Thành phố trực thuộc trung ương |                               | 2.214,8968      | 2.719.835                  | 1.227,97      | Quận Tây Đồn                  | 西屯區                        |
| Đào Viên         | 桃園市 | Táoyuán shì                | Thô-hn̂g chhī               | Thò-yèn sṳ                   | Thành phố trực thuộc trung ương |                               | 1.220,9540      | 2.058.328                  | 1.685,84      | Quận Đào Viên                 | 桃園區                        |
| Gia Nghĩa        | 嘉義市 | Jiāyì shì                  | Ka-gī chhī                 | Kâ-ngi sṳ                    | Thành phố trực thuộc tỉnh       |                               | 60,0256         | 270.883                    | 4.512,79      | Quận Đông                     | 東區                          |
| Huyện Gia Nghĩa  | 嘉義縣 | Jiāyì xiàn                 | Ka-gī koān                 | Kâ-ngi yen                   | Huyện                           |                               | 1.903,6367      | 524.783                    | 275,67        | Thành phố Thái Bảo            | 太保市                        |
| Hoa Liên         | 花蓮縣 | Huālián xiàn               | Hoa-liân koān              | Fâ-lièn yen                  | Huyện                           |                               | 4.628,5714      | 333.392                    | 72,03         | Thành phố Hoa Liên            | 花蓮市                        |
| Kim Môn          | 金門縣 | Jīnmén xiàn                | Kim-mn̂g koān               | Kîm-mùn yen                  | Huyện                           |                               | 151,656         | 127.723                    | 842,19        | Thị trấn Kim Thành            | 金城鎮                        |
| Liên Giang       | 連江縣 | Liánjiāng xiàn             | Liân-kang koān             | Lièn-kông yen                | Huyện                           |                               | 28,8            | 12.506                     | 434,24        | Hương Nam Can                 | 南竿鄉                        |
| Miêu Lật         | 苗栗縣 | Miáolì xiàn                | Biâu-le̍k koān              | Mèu-li̍t yen                  | Huyện                           |                               | 1.820,3149      | 567.132                    | 311,56        | Thành phố Miêu Lật            | 苗栗市                        |
| Nam Đầu          | 南投縣 | Nántóu xiàn                | Lâm-tâu koān               | Nàm-thèu yen                 | Huyện                           |                               | 4.106,4360      | 514.315                    | 125,25        | Thành phố Nam Đầu             | 南投市                        |
| Nghi Lan         | 宜蘭縣 | Yílán xiàn                 | Gî-lân koān                | Ngì-làn yen                  | Huyện                           |                               | 2.143,6251      | 458.777                    | 214,02        | Thành phố Nghi Lan            | 宜蘭市                        |
| Tân Bắc          | 新北市 | Xīnběi shì                 | Sin-pak chhī               | Sîn-pet sṳ                   | Thành phố trực thuộc trung ương |                               | 2.052,5667      | 3.966.818                  | 1.932,61      | Quận Bản Kiều                 | 板橋區                        |
| Tân Trúc         | 新竹市 | Xīnzhú shì                 | Sin-tek chhī               | Sîn-tsuk sṳ                  | Thành phố trực thuộc tỉnh       | Tập tin:Hsinchu City flag.svg | 104,1526        | 431.988                    | 4.147,64      | Quận Bắc                      | 北區                          |
| Huyện Tân Trúc   | 新竹縣 | Xīnzhú xiàn                | Sin-tek koān               | Sîn-tsuk yen                 | Huyện                           |                               | 1.427,5369      | 537.630                    | 376,61        | Thành phố Trúc Bắc            | 竹北市                        |
| Vân Lâm          | 雲林縣 | Yúnlín xiàn                | Hûn-lîm koān               | Yùn-lìm yen                  | Huyện                           |                               | 1.290,8326      | 705.356                    | 546,43        | Thành phố Đấu Lục             | 斗六市                        |